# Awbono jezik
Awbono jezik (kvolyab; ISO 639-3: awh), jedan od dva jezika malene porodice Bayono-Awbono, kojim govori oko 100 ljudi, 100% monolingualnih, na rijeci Modera na indonezijskom dijelu otoka Nova Gvineja.
Najsrodniji je jeziku bayono. Pripadnici etničke grupe učestalo su u ratu s plemenima Kopkaka i Korowai.

## Vanjske poveznice
- Ethnologue (14th)
- Ethnologue (15th)